# Limapontiidae
Famille
Synonymes
- famille Alderiidae Pruvot-Fol, 1954[2]
- famille Oleidae O'Donoghue, 1926[2]
- famille Pontolimacidae Keferstein, 1863[2]
- famille Stiligeridae Iredale & O'Donoghue, 1923[2]
- sous-famille Ercolaniinae Schmekel & Portmann, 1982[2]

Les Limapontiidae sont une famille de limaces de mer de l'ordre des Sacoglossa.

## Liste des genres
Selon World Register of Marine Species (30 novembre 2018) :
- genre Alderella Odhner in Franc, 1968
- genre Alderia Allman, 1845
- genre Alderiopsis Baba, 1968
- genre Calliopaea d'Orbigny, 1837
- genre Canthopsis Agassiz, 1850
- genre Ercolania Trinchese, 1872
- genre Kerryclarkella K. Jensen, 2015
- genre Limapontia G. Johnston, 1836
- genre Olea Agersborg, 1923
- genre Placida Trinchese, 1876
- genre Sacoproteus Krug, Wong, Medina, Gosliner & Valdés, 2018
- genre Stiliger Ehrenberg, 1828

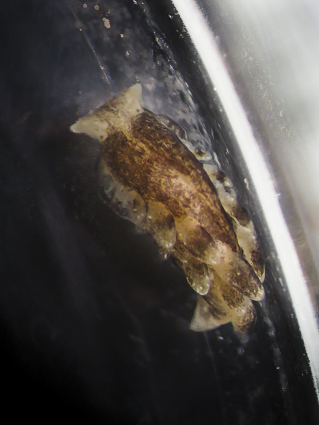
Alderia modesta
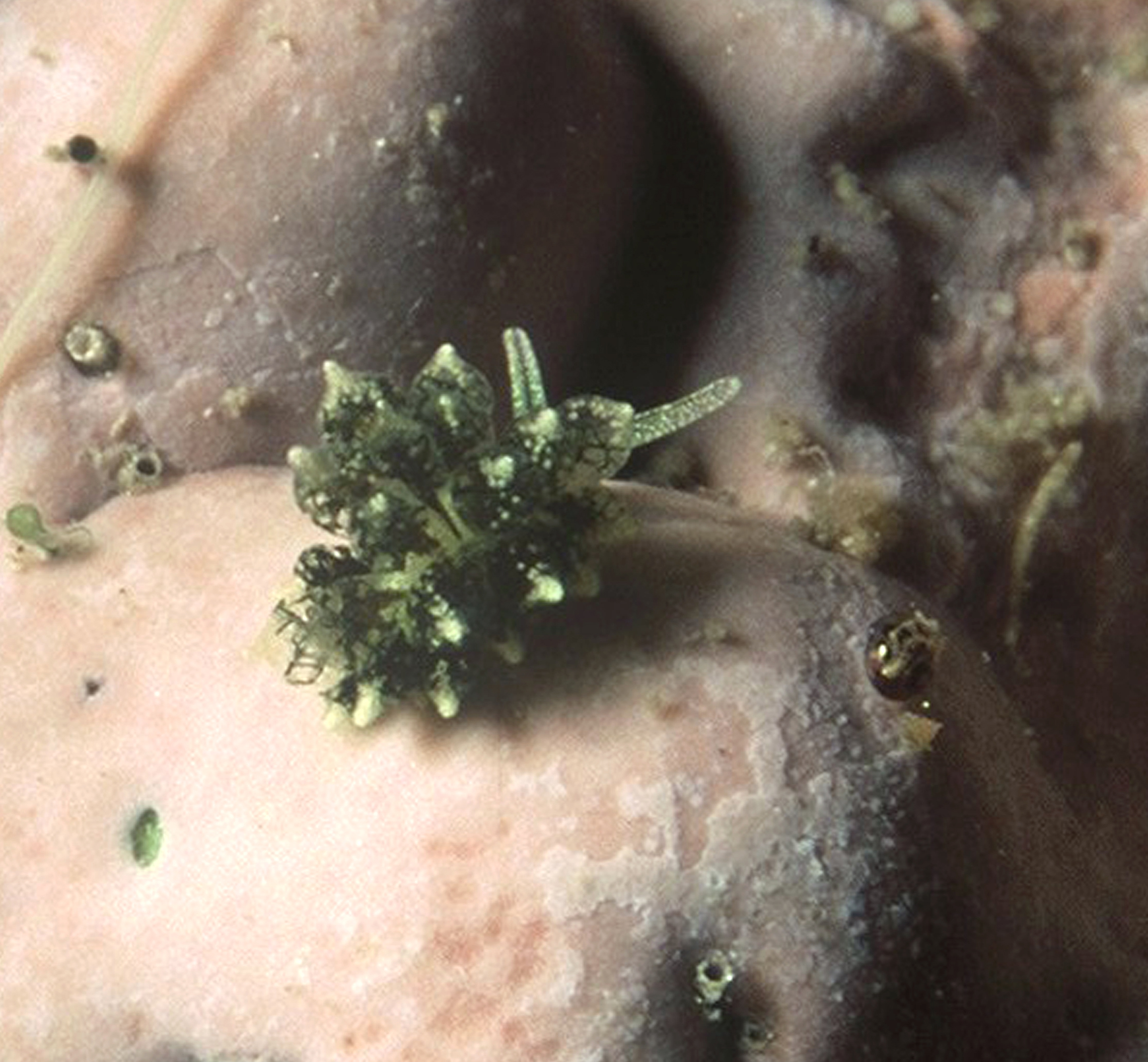
Ercolania coerulea
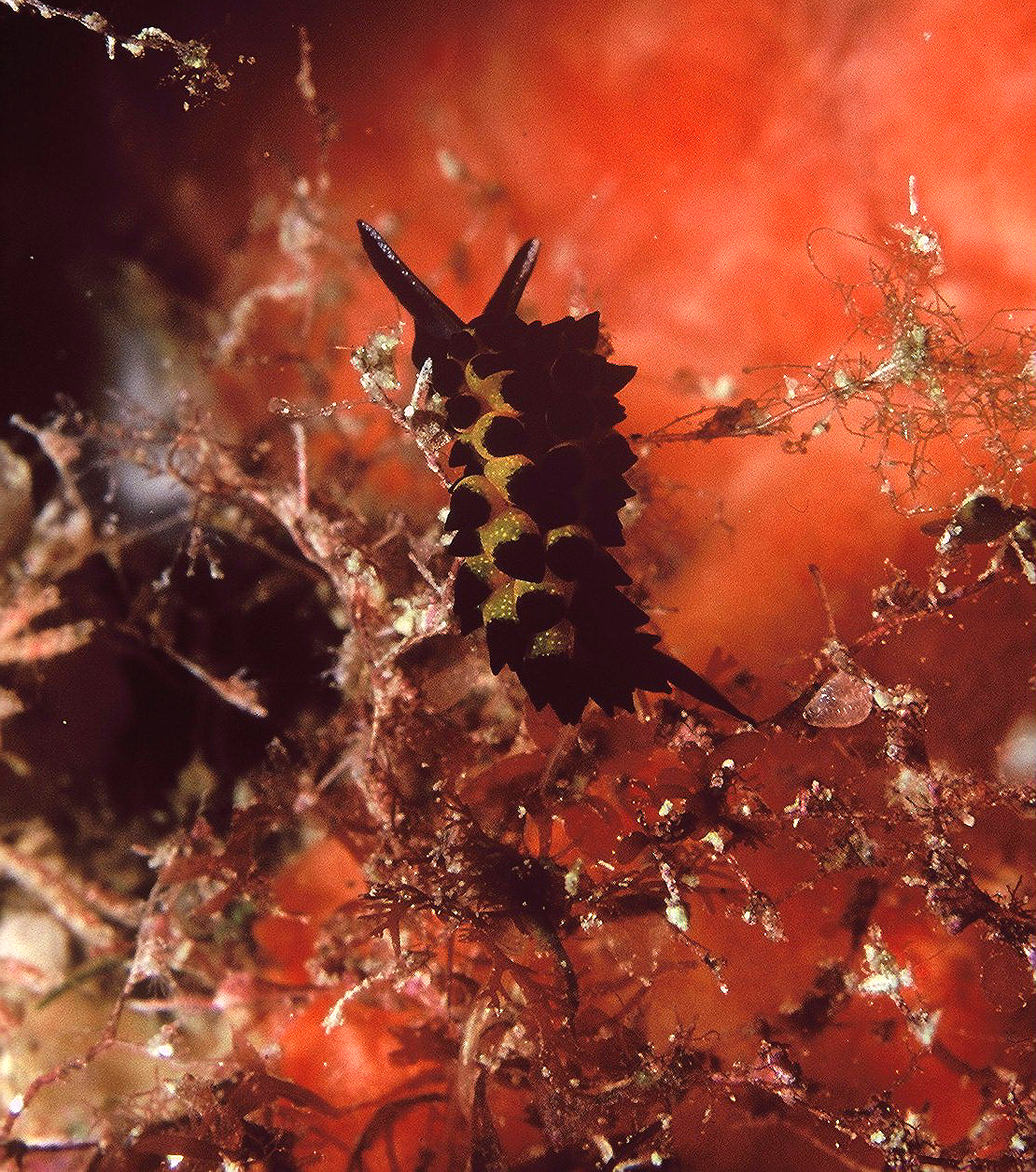
Placida cremoniana
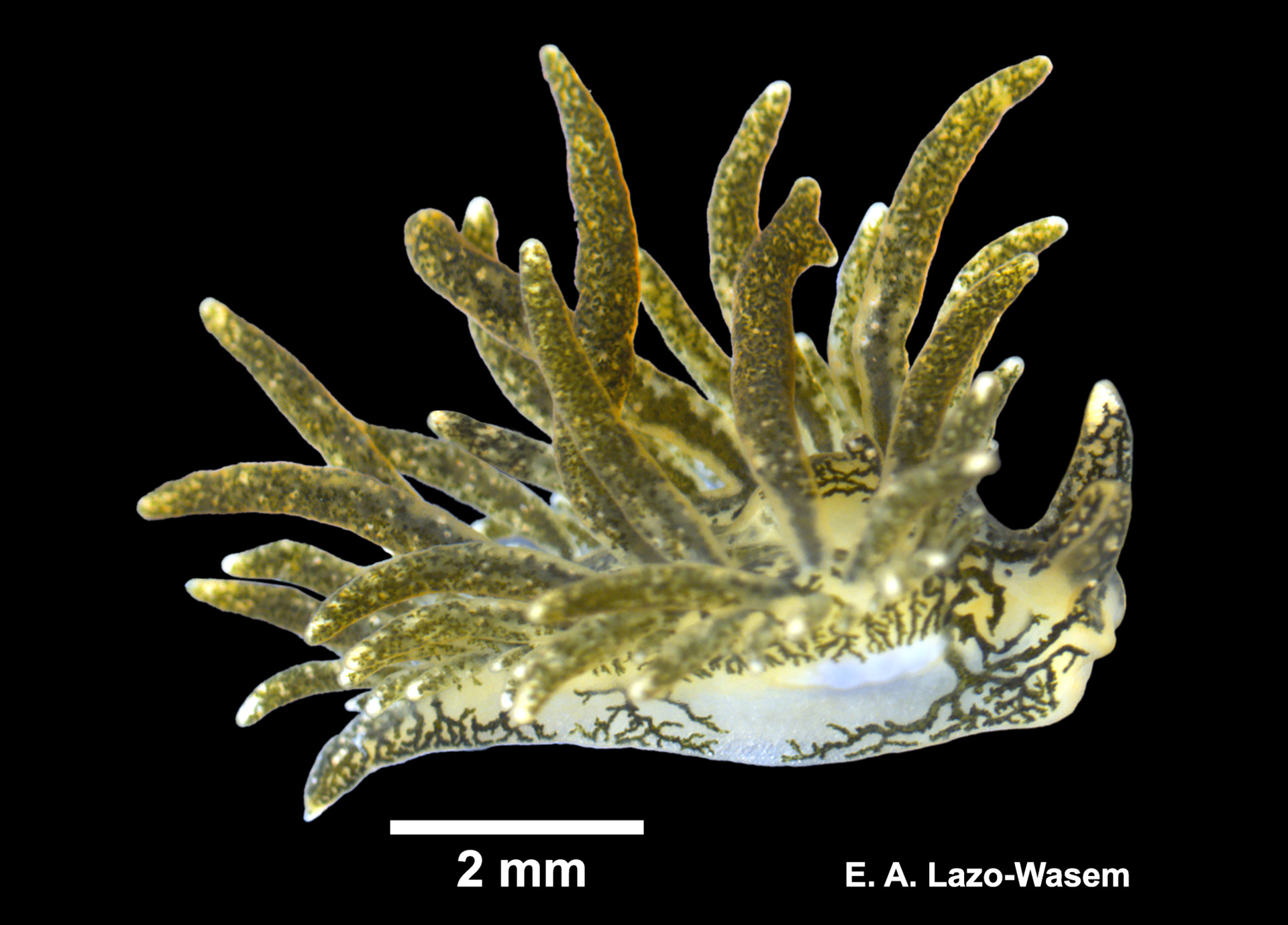
Placida dendritica
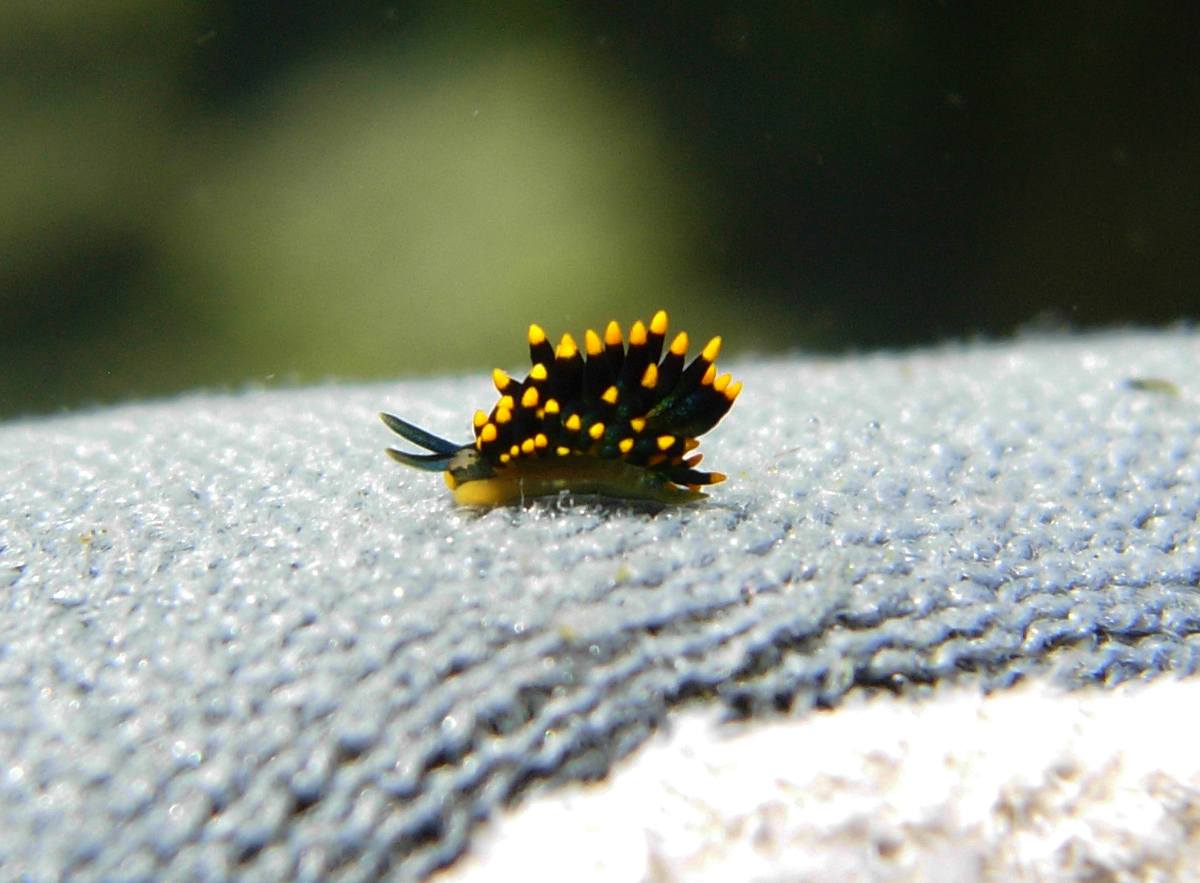
Stiliger aureomarginatus